# فاطمة جيلاني
فاطمة جيلاني (ولدت في كابول عام 1954) هي زعيمة سياسية أفغانية وناشطة في مجال حقوق المرأة، شغلت سابقًا منصب رئيسة لجمعية الهلال الأحمر الأفغاني.

## السيرة الشخصية
گيلاني هي ابنة أحمد گيلاني، مؤسس الجبهة الإسلامية الوطنية لأفغانستان (NIFA) الذي قاتل ضد السوفييت في الحرب السوفيتية الأفغانية. تخرجت من المدرسة الثانوية من Centre d'Enseignement Français في أفغانستان. ثم حصلت على درجة الماجستير في الأدب الفارسي من الجامعة الوطنية الإيرانية ودرجة في الدراسات الإسلامية من الكلية الإسلامية في لندن. أثناء وجودها مغتربة في لندن خلال الثمانينيات، عملت كمتحدثة باسم حزب NIFA في الغرب.
بعد سيطرة طالبان على أفغانستان في عام 1996، أقنعت محمد سيد طنطاوي، الإمام الأكبر للأزهر، بإصدار فتوى تدين الحظر الذي فرضته طالبان على تعليم الفتيات. بعد سقوط نظام طالبان في عام 2001، عادت إلى أفغانستان مندوبة في اللويا جيرغا في عام 2002 ثم شاركت في صياغة دستور جديد.
من عام 2005 إلى 2016، شغلت منصب رئيسة جمعية الهلال الأحمر الأفغاني. في عام 2017، شغلت منصب رئيسة مؤتمر الصليب الأحمر.
أثناء عملية السلام الأفغانية بعد عام 2018، عملت عضوًا في فريق التفاوض للحكومة الأفغانية. أثناء تعافيها من مرض السرطان، كانت واحدة من أربع نساء فقط شاركن في محادثات مع طالبان في الدوحة، قطر في عام 2020.
بعد سقوط كابول في أغسطس 2021، صرحت أن فريق التفاوض كان على وشك التوصل إلى اتفاق سلام «ثم عفوًا، اختفى الرئيس. في سبيل الله».